# Hans Pöhl

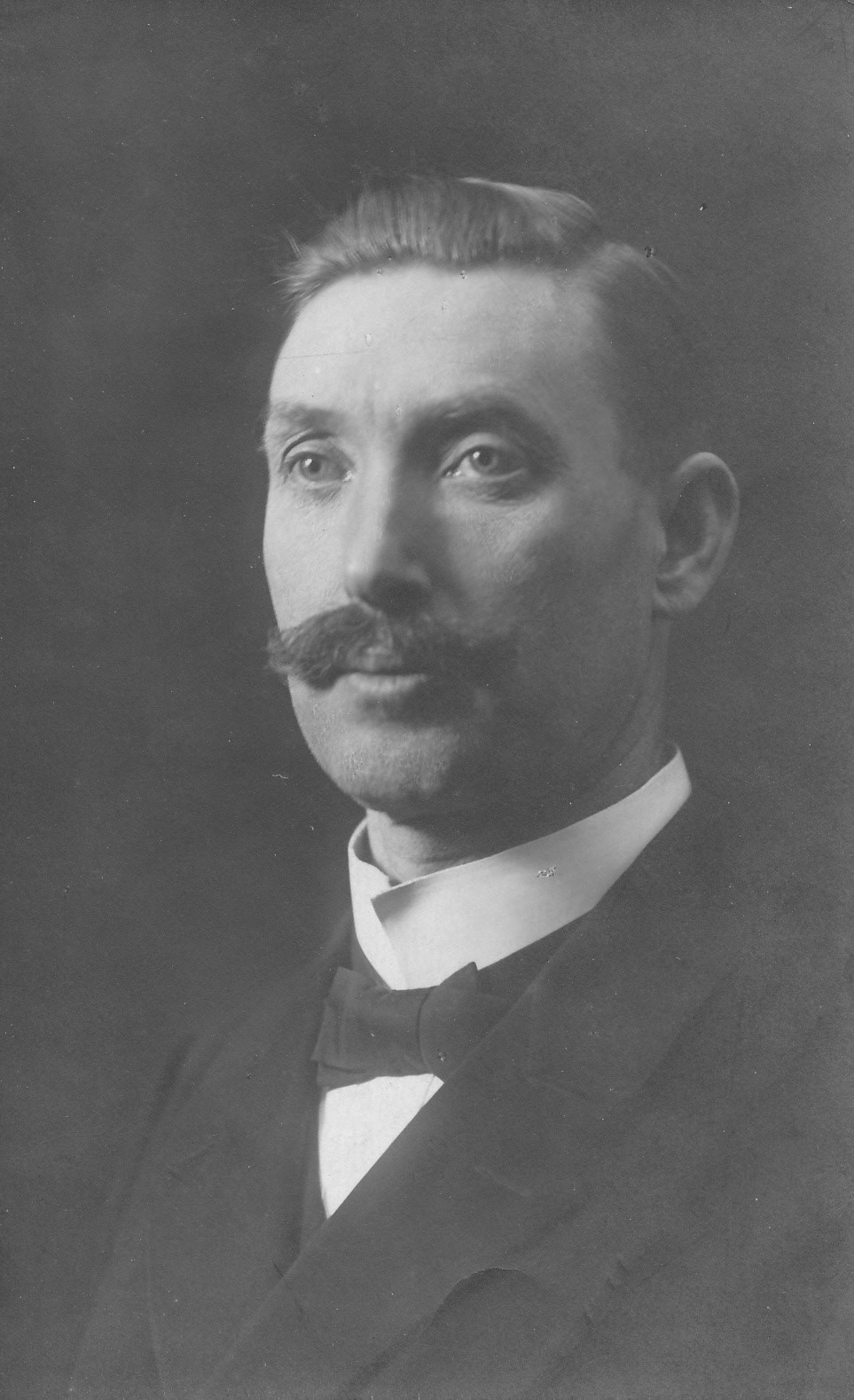
Hans Pöhl (etwa 1920)

Hans Pöhl (* 3. Augustjul. / 15. August 1876greg. in Suur-Nõmmküla; † 22. Januar 1930 in Tallinn) war ein estländischer Politiker. Er war einer der führenden Vertreter der schwedischsprachigen Minderheit im Estland der Zwischenkriegszeit.

## Frühe Jahre
Hans Pöhl wurde in eine estlandschwedische Familie geboren. Von 1886 bis 1890 besuchte er die Grundschule im westestnischen Sutlepa, anschließend die russischsprachige Stadtschule in Haapsalu. Studienaufenthalte führten ihn nach Oxford und Cambridge.
Pöhl schloss 1912 sein Studium in den Fächern Germanistik und Anglistik an der Universität in der russischen Hauptstadt Sankt Petersburg ab. Anschließend war Pöhl als Gymnasiallehrer in Schweden, im westestnischen Noarootsi und in der estnischen Hauptstadt Tallinn tätig. In den 1920er Jahren verfasste er Lehrbücher für den Englischunterricht in Estland sowie ein englisch-estnisches Wörterbuch.

## Politik
Pöhl engagierte sich bereits vor dem Ersten Weltkrieg stark für die Belange der schwedischen Minderheit in Estland. Er war unter anderem Gründer schwedischer Schulen, der schwedischen Kulturvereinigung Estlands (Svenska Folkförbundet), des schwedischen Bildungsvereins (Svenska Odlingens Vänner) und der schwedischsprachigen Landwirtschaftsschule von Pürksi. Daneben war Pöhl als Küster der schwedisch-finnischen Kirchengemeinde von Tallinn sowie in der schwedischen Missionsgesellschaft aktiv. Lange Zeit war er Direktor des Seemannsheims von Tallinn.
Mit der staatlichen Unabhängigkeit Estlands 1918 ging Pöhl in die aktive Politik. Von Dezember 1918 bis Mai 1919 war Pöhl in der provisorischen Regierung von Ministerpräsident Konstantin Päts Minister für Fragen der schwedischen Minderheit. Anschließend vertrat er die schwedische Minderheit in der verfassungsgebenden Versammlung der Republik Estland (Asutav Kogu).
1925 erhielt auf Pöhls Betreiben auch die schwedische Minderheit durch das Gesetz über die Kulturautonomie umfangreiche Minderheitenrechte. Die liberale Minderheitengesetzgebung Estlands, die auch für die autochthone deutsche, russische und jüdische Bevölkerung galt, war in jener Zeit vorbildlich.
Pöhl gehörte als Abgeordneter dem estnischen Parlament (Riigikogu) in dessen erster, dritter und vierter Legislaturperiode an. Vor der Parlamentswahl vom Mai 1929 hatten sich auf Betreiben Pöhls die deutschsprachige und die schwedischsprachige Minderheiten zu einem Wahlbündnis zusammengeschlossen, um ihre politischen Kräfte zu bündeln.
Hans Pöhl starb während seiner Abgeordnetenzeit im Januar 1930. Auf dem Friedhof von Hullo, der Inselhauptstadt von Vormsi, erinnert ein Gedenkstein neben der mittelalterlichen St. Olav-Kirche an ihn. Pöhls Nachfolger als Riigikogu-Abgeordneter der schwedischen Minderheit wurde Mathias Westerblom.

## Privatleben
1906 heiratete Pöhl die von der Insel Vormsi stammende Estlandschwedin Lydia Leontine Amalie Lindström (1878–1955). Kurze Zeit später wurde ihr erster Sohn, der spätere Pfarrer Hjalmar-Fritjof Pöhl (1908–1964), geboren.